# 東京都生活文化スポーツ局
東京都生活文化局（とうきょうとせいかつぶんかきょく、英称：Tokyo Metropolitan Government Bureau of Citizens and Cultural Affairs）は、男女平等参画の推進、文化、市民活動、私学振興、消費生活等、都民の幅広い活動を支援する事務を行う東京都の知事部局である。
かつては東京都生活文化スポーツ局と称したが、2010年7月16日に新設されたスポーツ振興局（現オリンピック・パラリンピック準備局）にスポーツ事業を移管し、東京都生活文化局となった。2022年4月1日に東京都オリンピック・パラリンピック準備局と東京都都民安全推進本部を統合、名称を「東京都生活文化スポーツ局」に戻し、広報広聴部門を東京都政策企画局に移管。2025年4月1日に再び生活文化局に戻した。

## 事業所

### 総務部
局の組織・定数、人事、広報・広聴、契約、企画計理課 局事務事業の企画・調整、局の予算・決算等に関する事務を処理する。 

### 都民生活部
公益法人の許認可、特定非営利活動法人や宗教法人の認証、地域国際化施策、男女平等参画施策の推進、旅券の発給、男女平等参画に関する情報の提供・相談・普及啓発等に関する事務を行っている。

### 消費生活部
消費生活行政の総合的な企画、調査、調整、推進、不適正取引の防止対策、商品･サービスの表示の適正化、商品とサービスの危害の防止、消費生活相談・消費生活情報の収集・提供、消費者教育、消費者支援、相談に伴う試験、計量法に基づく計量器の検定や検査や立ち入り検査等に関する事務を行っている。 

### 私学部
私立学校の貸付金・助成金、育英資金、私立学校と学校法人の設置・廃止の認可に関する事務を行っている。

### 文化振興部
文化振興施策の総合的な企画・調整・推進、江戸東京博物館等の都立文化施設７館の管理等、東京都歴史文化財団及び東京都交響楽団の指導監督、芸術創造活動の振興、芸術文化活動の支援、都民の日や東京都平和の日や名誉都民等に関する事務を行っている。

## 歴代局長
| 氏名       | 任期      | 後職           |
| ---------- | --------- | -------------- |
| 小林清     | 2012-2015 | 東京都主税局長 |
| 多羅尾光睦 | 2015-2016 | 東京都総務局長 |
| 中嶋正宏   | 2016-2017 | 東京都水道局長 |
| 塩見清仁   | 2017-2018 | 東京都主税局長 |
| 浜佳葉子   | 2018-2020 | 東京都水道局長 |
| 野間達也   | 2020-2021 | 東京都総務局長 |
| 武市玲子   | 2021-2022 | 東京都交通局長 |
| 横山英樹   | 2022-2024 | 退職           |
| 古屋留美   | 2024-     | 現職           |

## 関連団体

### 政策連携団体[5]
- 公益財団法人東京都歴史文化財団
- 公益財団法人東京都交響楽団
- 一般財団法人東京都つながり創生財団
- 公益財団法人東京都スポーツ文化事業団
- 一般財団法人東京マラソン財団
- 株式会社 東京スタジアム

### 事業協力団体[6]
- 公益財団法人東京都私学財団
- 公益社団法人東京都障害者スポーツ協会
- 公益財団法人東京都スポーツ協会
- 一般財団法人東京2025世界陸上財団

### 東京都配偶者暴力被害者等セーフティネット強化支援交付金
- 一般社団法人Colabo [7]

## マスコットキャラクター
- くらし博士、くらし花子、くらし太郎、くらし小太郎
- ギボちゃん、犬張子 - 東京都江戸東京博物館
- えどまる - 江戸東京たてもの園
- やさカニくん - やさしいにほんご